# Léonard Rosenthal
Pour les articles homonymes, voir Rosenthal.
Ne doit pas être confondu avec JAR.
Léonard Rosenthal ou LéoRo (né le 19 décembre 1874, à Grozny et mort en 1955) est un diamantaire et homme d'affaires français originaire du Daghestan. Il est proche d'Henri Barbusse, Jean Perrin, Paul Painlevé, Anatole France et Paul Léautaud.

## Biographie
Le père de Léonard, commerçant aisé issu des Juifs des montagnes et né en 1845, à Grozny ou à Vladicaucase, l’emmène avec sa mère en Turquie pour fuir l’armée impériale, prend la nationalité ottomane et un nom germanique. Ils parlent russe et un dialecte arabe.
Léonard quitte sa famille à l'âge de quatorze ans pour Paris où il se lance dans le commerce des perles fines et étudie à l'École commerciale de la rue Trudaine, puis travaille pour la cristallerie de Baccarat, rue de Paradis. Dans les années 1900, avec ses frères cadets, il achète les perles du Venezuela puis de Bahreïn puis il négocie les gemmes notamment pour le maharadjah Hari Singh (en). Sa réussite lui permet de faire venir toute sa famille de Russie et de se tourner vers le mécénat artistique et scientifique. À partir des années 1920, ses activités le portent vers l'immobilier.

### Le Normandie
Il crée, dans les années 1920, la Société des Grands Immeubles pour rénover le Cinéma des Champs-Élysées, devenu Le Normandie puis plus récemment UGC Normandie ; son entrée, au 116 bis de l'avenue, est, de nos jours, celle du cabaret Le Lido. Les deux derniers étages de ce bâtiment, de couleur rose, en forme d'accordéon sont habités par Adolphe avant de devenir les locaux de Radio Paris.

### Les Arcades des Champs-Élysées
Acquis en 1924, construit en 1905 par Gustave Rives pour Georges Dufayel, fondateur des Grands Magasins du même nom, il crée un passage, mesurant 120 mètres de long pour seulement 15 de large. L'architecte Charles Lefebvre décède pendant le chantier, que terminent ses collaborateurs Jullien, Louis Duhayon et l'entreprise, l'Industrielle foncière dirigée par Cabanié. Ils emploient 500 ouvriers et mettent en œuvre 500 tonnes d'acier, 11 500 de ciment, 1 000 m3 de pierre, Martin pour la sculpture, René Gobert pour la ferronnerie, Fernand Jacopozzi pour les vitraux, René Lalique pour les fontaines de verre, pour un coût total de 60 millions de francs et 30 pour le terrain. L'inauguration a lieu le 1er octobre 1926 en présence de 1 000 invités.

### Les Portiques
L'architecte Grossard et les ingénieurs Edouard Perrin et Adolphe Rosenthal l'inaugurent le 5 avril 1928, le 79, avenue des Champs-Élysées en présence d'Édouard Herriot, ministre de l'Instruction publique.

### La Voie Triomphale
En 1926, Léonard finance un concours privé pour l'aménagement de la Porte Maillot, dont il souhaite faire une entrée monumentale de Paris : Robert Mallet-Stevens, Henri Sauvage et Charles-Edouard Jeanneret, dit Le Corbusier qui conçoit un quartier de tours émergeant d'une grande dalle piétonne séparée des voies de circulation des automobiles. Le conseil municipal ne donne pas suite. Le Corbusier précise son projet et expose ses idées en 1933 au congrès international d'architecture moderne d'Athènes et dans la Charte d'Athènes de 1941, repris pour l'aménagement de La Défense.
La crise des années 1930 entraîne la chute des frères Rosenthal et la société "Léonard Rosenthal et frères" est mise en liquidation amiable en 1934.

## Seconde Guerre mondiale
Son frère Adolphe, en septembre 1941, est abattu dans un passage souterrain porte Maillot, probablement par des auxiliaires de la Gestapo. Sa sœur est assassinée à Ravensbrück. Léonard rejoint Saint-Jean-de-Luz, la frontière espagnole et arrive à New York où il reconstitue partiellement sa fortune grâce au négoce des perles de culture. Son fils Jean s'engage dans les Forces françaises libres et devient Compagnon de la Libération.

## Famille
- Jean Rosenthal (1906-1993), son fils aîné, alias Cantinier, compagnon de la Libération reçoit le plus haut grade de la Légion d'honneur.
- Rachel Rosenthal (1926-2015), sa fille avec sa deuxième épouse, artiste.

## Filmographie
- 1930 : Romance sentimentale, court métrage de Sergueï Eisenstein (producteur).

## Littérature
Il inspire à Jean Giraudoux le personnage de Moïse dans Églantine.

## Ouvrages
- Au Royaume de la Perle, 1919, Éditions Payot et Cie, illustrations Edmond Dulac, Éditions d'Art H. Piazza, Brentano's  (ISBN 1246735040).
- Faisons fortune, 1924, Éditions Payot.
- Au Jardin des Gemmes, 1925, Éditions Payot, illustrations Léon Carr, Georges Montorgueil, du Temps, et Georges Drouilly, du Gaulois.
- L'Esprit des affaires [Réflexions d'un commerçant], 1925, Éditions Payot.
- Quand le bâtiment va, 1928, Éditions Payot.